# 苦土カンラン石
苦土カンラン石（苦土橄欖石、くどかんらんせき）またはフォルステライト（英: Forsterite）はMg
2SiO
4の組成式であらわされる鉱物である。白橄欖石（white olivine）とも。カンラン石固溶体の端成分の1つであり、もう一方の端成分である鉄カンラン石とは同形である。苦土カンラン石の結晶は直方晶系（空間群 Pbnm）に分類され、単位胞パラメータは a 4.75 Å (0.475 nm), b 10.20 Å (1.020 nm) a 5.98 Å (0.598 nm) である。
苦土カンラン石は火成岩および変成岩に含まれ、隕石にも含まれる。2005年にはスターダスト探査機がサンプルリターンに成功した彗星塵からも発見された。2011年には星形成領域の塵雲からも観測されている。
変形スピネル（ウォズレアイト、直方晶系）およびリングウッダイト（立方晶系）の2つの多形が知られており、どちらも主に隕石にみられる。
ペリドットは宝石として扱われる苦土カンラン石をいう。

## 組成

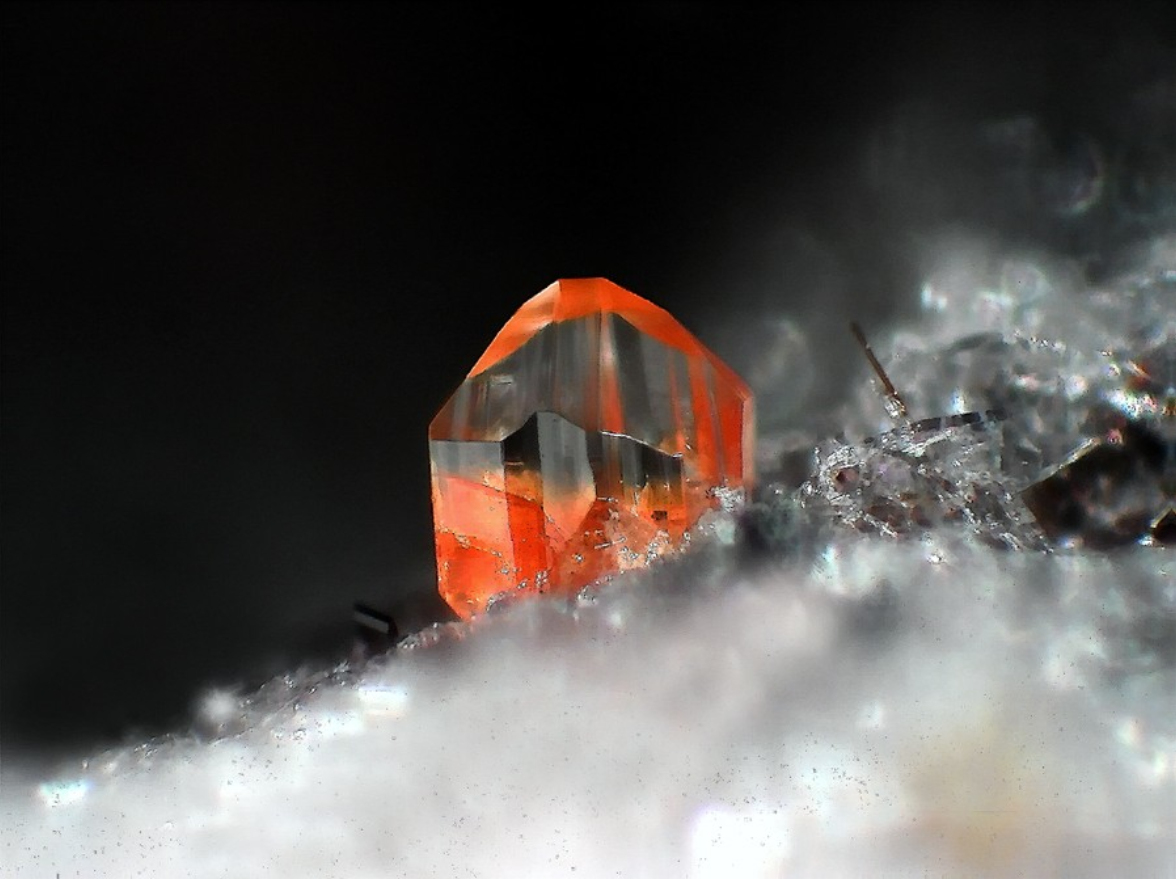
テフロ石を含むオレンジ色の苦土カンラン石

純粋な苦土カンラン石はマグネシウム、酸素、ケイ素からなり組成式はMg
2SiO
4である。苦土カンラン石は鉄カンラン石(Fe
2SiO
4)およびテフロ石(Mn
2SiO
4)と共にカンラン石固溶体の端成分である。カンラン石にはNi、CaによりFe, Mgが置換されたものがあるが、自然界ではその含有率は低い。モンチセリ石(CaMgSiO
4)などの希少な富カルシウム鉱石もカンラン石構造をとるが、カンラン石その他の鉱石との固溶体形成は限定的である。モンチセリ石は接触変成作用をうけた苦灰岩中に見られる。

## 分布
苦土カンラン石リッチなカンラン石は深度およそ400 kmよりも浅い上部マントルにおいて最も多い鉱物である。輝石も上部マントルにおいて重要な鉱物として知られる。火成岩に純粋な苦土カンラン石が含まれることはないが、ダナイトはFo
92 (92% 苦土カンラン石 – 8% 鉄カンラン石)以上にマグネシウムリッチなカンラン石を含むことが多い。一般的なかんらん岩はFo
88以上にマグネシウムリッチなカンラン石を含むことが典型的である。 融点が高いことから、集積岩の形成過程においてカンラン石結晶はマグマ溶融物から最初に晶出する鉱物であり、 直方輝石を伴うことが多い。苦土カンラン石リッチなカンラン石はマントル起源マグマの晶出産物として最も一般的である。苦鉄質岩および超苦鉄質岩中のカンラン石は典型的には苦土カンラン石に富む。
苦土カンラン石はマグネシウム含有量の多い石灰岩および苦灰岩が変成作用を受けて生じる苦灰大理石にも含まれることがある。変成岩の1種である蛇紋岩にはほとんど純粋な苦土カンラン石が含まれることがある。鉄カンラン石リッチなカンラン石はごく少なく、一部の花崗岩類似岩石に微量に含まれるほか、縞状鉄鉱床には主要成分として含まれることがある。

## 構造・形成・物性
苦土カンラン石の主成分はケイ酸イオンSiO4−
4とマグネシウムイオンMg2+がモル比1:2で形成した塩である。SiO4−
4アニオンの中心のSi原子に各酸素原子が単結合している。これら4つの酸素原子は、シリコン原子との共有結合のために部分陰電荷をもつ。したがって、酸素原子は互いに反発するためできるだけ遠くに離れなければならない。このために最適な幾何形状は四面体である。陽イオンは2つの微妙に異なる8面体サイトM1とM2を占有し、ケイ酸イオンとイオン結合する。図1に示すとおり、サイトM2はM1よりも大きく、規則的である。苦土カンラン石構造のパッキングは密であり、空間群はPbnm、点群は2/m 2/m 2/mの直方晶系結晶である。

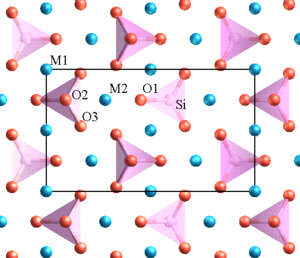
図1：苦土カンラン石の原子構造をa軸方向から見た図。酸素原子は赤、シリコン原子はピンク、マグネシウム原子は水色で示した。黒色の長方形は単位胞の投影図である。

この苦土カンラン石構造はマグネシウムを鉄に置き換えることにより完全固溶体をつくる。鉄にはFe2+および Fe3+の2種類のイオンがあるが、鉄(II)イオンがマグネシウムイオンと同じ価数をもちかつイオン半径もよく似ている。したがって、このカンラン石構造中のマグネシウムはFe2+を置き換えることができる。
カンラン石固溶体における苦土カンラン石成分を向上させうる重要な要因はマグマ中の鉄(II)イオンと鉄(III)イオンとの比率である。鉄(II)イオンが酸化されて鉄(III)イオンになると価数が変わってしまいカンラン石を形成できなくなる。鉄の酸化による苦土カンラン石の産出はイタリアのストロンボリ火山にみられる。この火山に亀裂がはいるにつれてガスおよび揮発成分がマグマだまりから抜けていった。ガスが抜けるにつれてマグマの晶出温度は上がった。ストロンボリのマグマでは鉄(II)イオンが酸化されたため、鉄カンラン石の形成には鉄(II)イオンが少なく、晶出するカンラン石はマグネシウムに富むものとなり、苦土カンラン石を多く含む火成岩が形成された。

室温における圧力-モル体積グラフ

高圧下においては、苦土カンラン石は相転移を起こしウォズレアイトとなる。地球の上部マントルにおいて一般的な条件では、この変化はおよそ14–15 GPaで起こる。高圧実験では、この変化は遅れることがあり、高いときはほぼ50 GPaまで苦土カンラン石が準安定状態で残ることがある(図を参照)。
苦灰石と石英の間の累進変成作用により、苦土カンラン石、方解石、二酸化炭素が生じる。
{\displaystyle {\ce {2CaMg(CO3)2 + SiO2 -> Mg2SiO4 + 2CaCO3 + 2CO2}}}
苦土カンラン石は石英と以下のように反応して頑火輝石が生じる。
{\displaystyle {\ce {Mg2SiO4 + SiO2 -> 2MgSiO3}}}

## 発見と命名

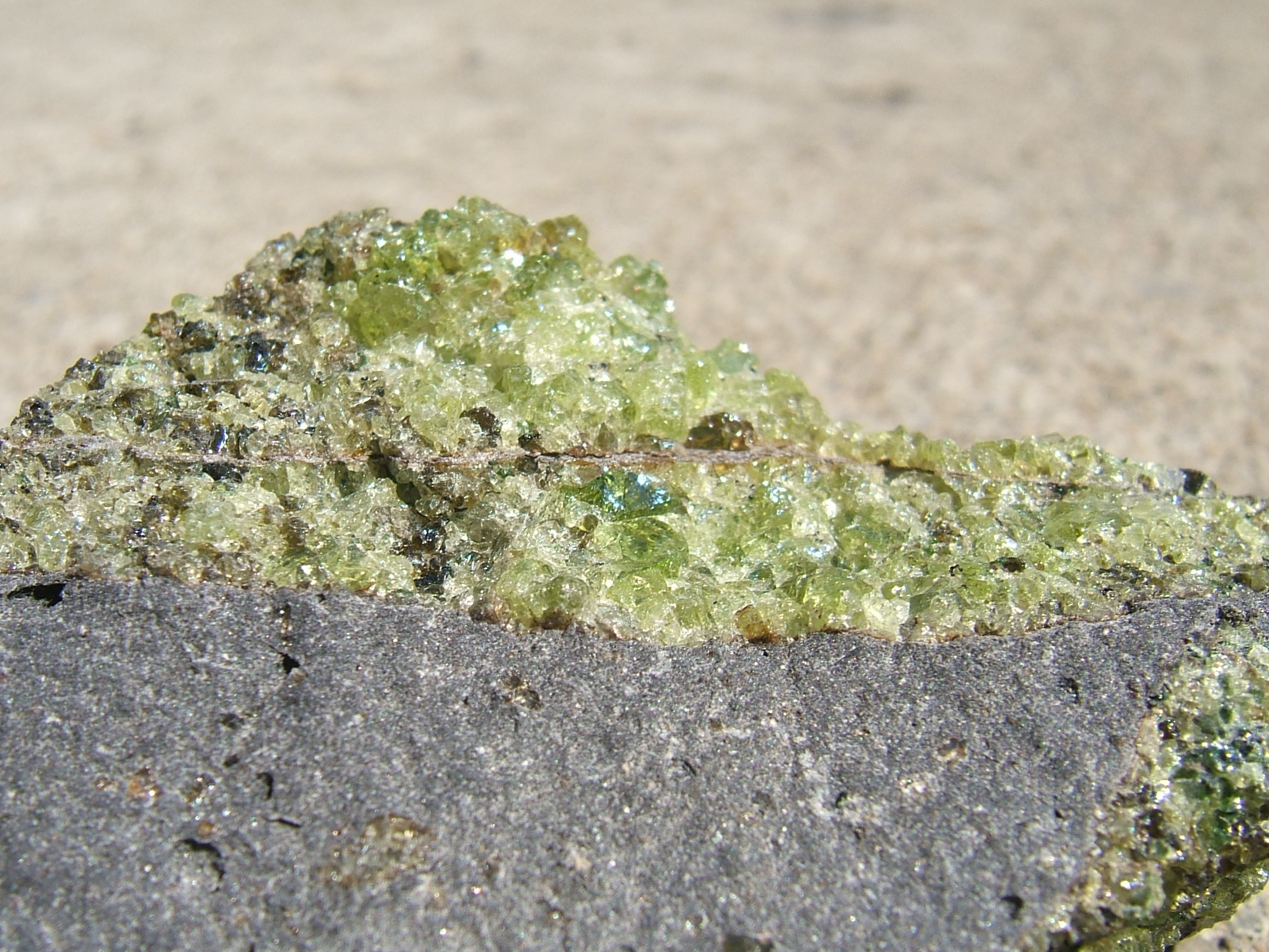
苦土カンラン石の亜種ペリドット。多孔質玄武岩上にminor pyroxene(茶色)をともなっている。アリゾナ州ペリドットにて採集。

苦土カンラン石は1824年にイタリア・ヴェスヴィオのモンテ・ソンマ産のものが初記載された。Forsteriteの名はイギリスの博物学者で鉱物収集家のアドラリウス・ジェイコブ・フォースター にちなみ、アルマン・レヴィが名付けた。

## 応用
苦土カンラン石は、その優れた機械的特性からインプラント用の生体材料としての可能性を研究されている。